# HD 190009
HD 190009，又名BD-22 5318，SAO 188863、HR 7658，是一颗恒星，视星等为6.45，位于銀經19.39，銀緯-25.48，其B1900.0坐标为赤經19h 57m 48.8s，赤緯-22° -25.48′ 35″。